# Munnogonium tillerae
Munnogonium tillerae är en kräftdjursart som först beskrevs av Menzies och Barnard 1959.  Munnogonium tillerae ingår i släktet Munnogonium och familjen Paramunnidae. Inga underarter finns listade i Catalogue of Life.